# 鍋島俊策
鍋島 俊策（なべしま しゅんさく、1892年9月10日 - 1948年4月28日）は、日本の海軍軍人。海軍少将。正五位勲二等瑞宝章。

## 経歴
熊本県下益城郡小川町(現・熊本県宇城市小川町)生まれ。小川小学校、八代中学校卒業。海軍兵学校および陸軍士官学校（第26期）を受験し、双方に合格している。1911年（明治44年）海軍兵学校に入学する。
1914年（大正3年）海軍兵学校を卒業（42期）し、海軍少尉候補生となり阿蘇乗組。1918年（大正7年）水雷学校普通科を卒業し、同年12月に砲術学校学生教程を卒業する。1920年（大正9年）海軍大尉に任ぜられ、翌年の1921年（大正10年）には水雷学校高等科を卒業する。1925年（大正14年）に海軍大学校甲種25期入学。1926年（大正15年）、海軍少佐に昇進する。1927年（昭和2年）には特別大演習審判官に。1933年（昭和8年）より軍令部々員兼海軍大学校教官、海軍技術会議議員などを務める。
1937年（昭和12年）に海軍大佐に進級。1940年（昭和15年）「鹿島」の艦長に就任し、以後「北上」「鬼怒」「摩耶」の艦長を歴任する。1942年（昭和17年）海軍少将に昇進し、第四艦隊参謀長となる。1944年（昭和19年）海軍機雷学校長（後に海軍対潜学校と改む）。1945年（昭和20年）6月に四国地方海軍部長、及び四国海軍軍需監督部長を兼務し、同年10月予備役となる。
1947年（昭和22年）11月28日、公職追放仮指定を受けた。